# Birma
La Birma (in russo Бирма?) è un fiume della Siberia Orientale, affluente di sinistra della Zeja (bacino idrografico dell'Amur). Scorre nel Mazanovskij rajon dell'Oblast' dell'Amur, in Russia.
Il fiume ha origine in un'area elevata della periferia orientale del bassopiano della Zeja e della Bureja, nella zona delle foreste di conifere-decidue, 27 chilometri a est del villaggio di Margaritovka. Scorre verso ovest lungo un'ampia valle paludosa. Il letto del fiume è tortuoso, la corrente è lenta. Nel corso superiore e medio, la larghezza del fiume non supera i 50 metri. Nel corso inferiore il fiume diventa tortuoso, la larghezza raggiunge i 100-150 metri. Sfocia nella Zeja a 229 km dalla foce, poco distante dal villaggio di Krasnojarovo. La sua lunghezza è di 150 km; il bacino del fiume è di 2 310 km². Nel corso medio e basso ci sono alcuni villaggi. 